# Дмитриева, Людмила Владимировна
Людмила Владимировна Дмитриева (род. 2 мая 1989, Саратов) — российская яхтсменка, победительница летней Универсиды в соревнованиях в классе 470, чемпион России, Мастер спорта международного класса. Участница летних Олимпийских игр 2016 года.

## Спортивная биография
Заниматься парусным спортом Людмила Дмитриева начала в 8 лет. Первое время молодая спортсменка выступала в классе «Оптимист» Также параллельно занималась спортивной гимнастикой, где получила спортивное звание КМС. Когда пришло время сосредоточиться на одном виде, Дмитриева сделала выбор в пользу парусного спорта. Людмила дважды выступала на чемпионатах мира среди юниоров. Наилучшим результатом для россиянки стало 18-е место, завоёванное на мировом первенстве по парусному спорту 2009 года.
В 2011 году Дмитриева и Кирилюк вместе с Денисом Грибановым и Владимиром Чаусом стали чемпионами летней Универсиады в командной гонке. Также в этом году экипаж Кирилюк/Дмитриева стал первым на Кубке России. В сентябре 2012 года Кирилюк и Дмитриева на соревнованиях в Новороссийске стали чемпионками России в классе «470». В 2014 году российский экипаж выступил на чемпионате мира в испанском Сантандере. По итогам соревнований Дмитриева и Кирилюк заняли высокое 11-е место, что также позволило завоевать лицензию на участие в летних Олимпийских играх 2016 года в Рио-де-Жанейро. В октябре 2014 года Дмитриева с Кирилюк завоевали серебряные медали чемпионата России, уступив лишь экипажу Иванова/Герасимова. 24 февраля 2015 года Дмитриевой было присвоено спортивное звание «Мастер спорта России международного класса» В 2015 году Дмитриева стала чемпионкой России, выиграв вместе с Кирилюк национальное первенство, проводившееся в Сочи.

## Личная жизнь
- Имеет воинское звание прапорщик[3].